# Asteranthera ovata
Asteranthera ovata är en tvåhjärtbladig växtart som först beskrevs av Antonio José Cavanilles, och fick sitt nu gällande namn av Johannes von Hanstein. Asteranthera ovata ingår i släktet Asteranthera och familjen Gesneriaceae. Inga underarter finns listade i Catalogue of Life.

## Bildgalleri

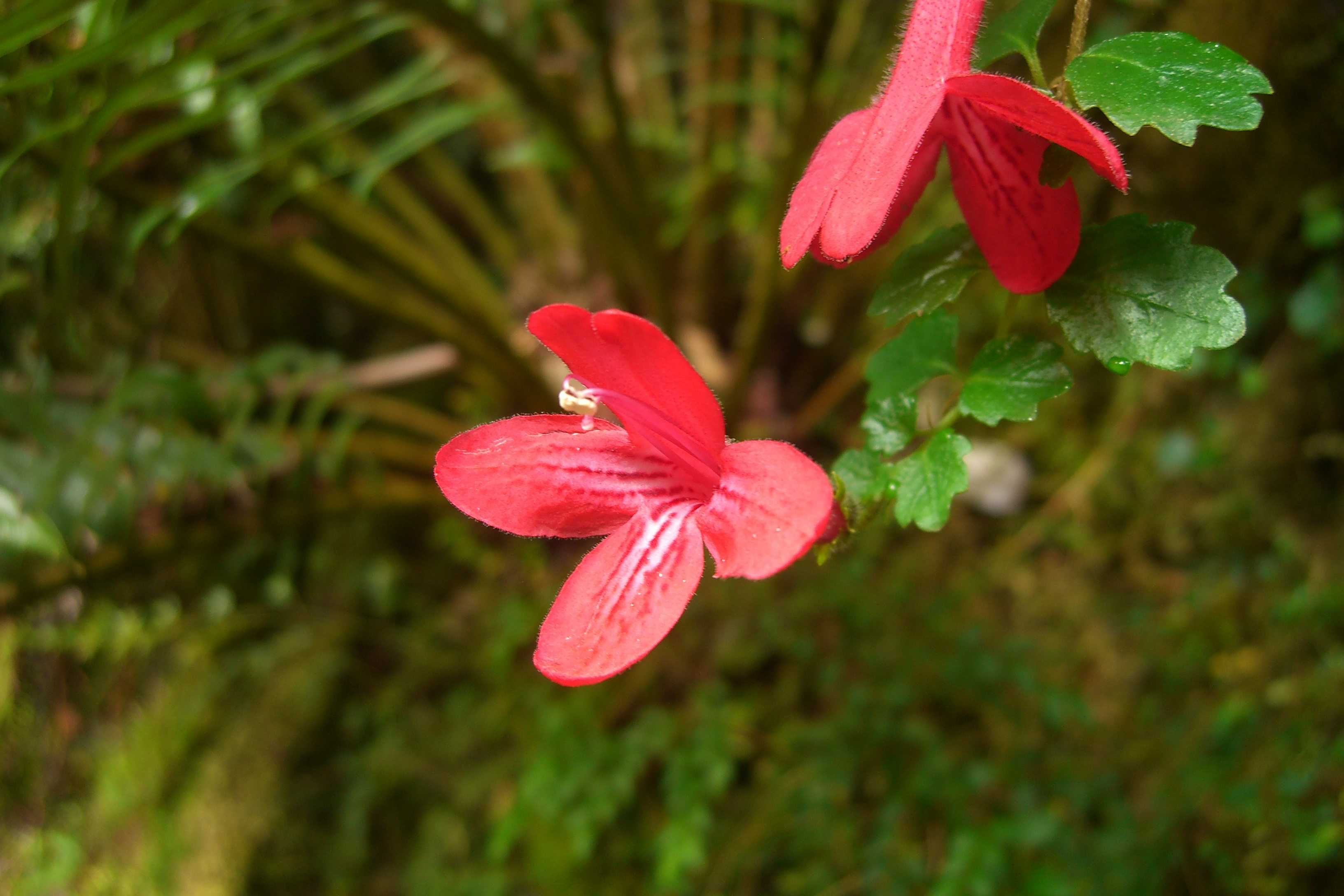
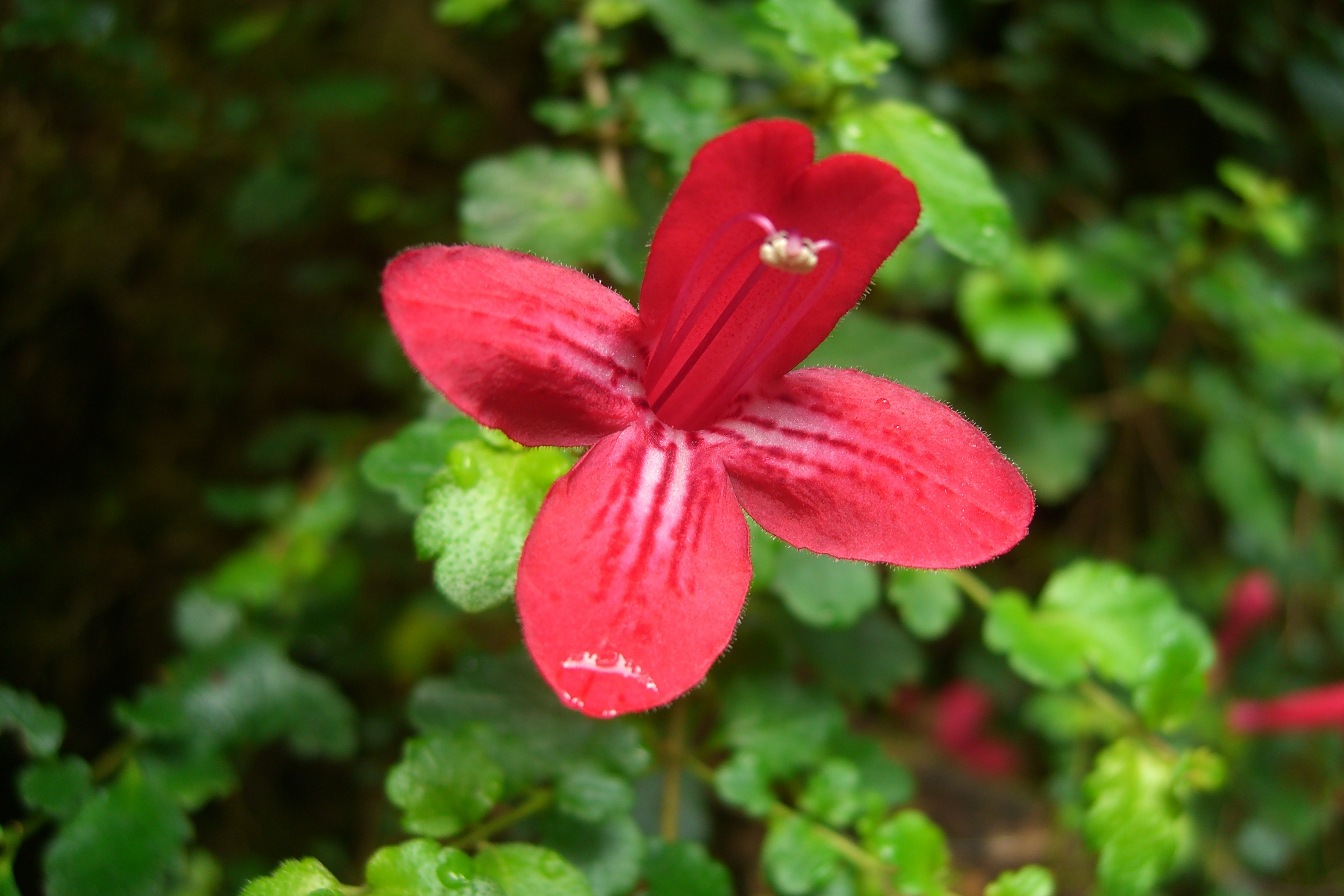
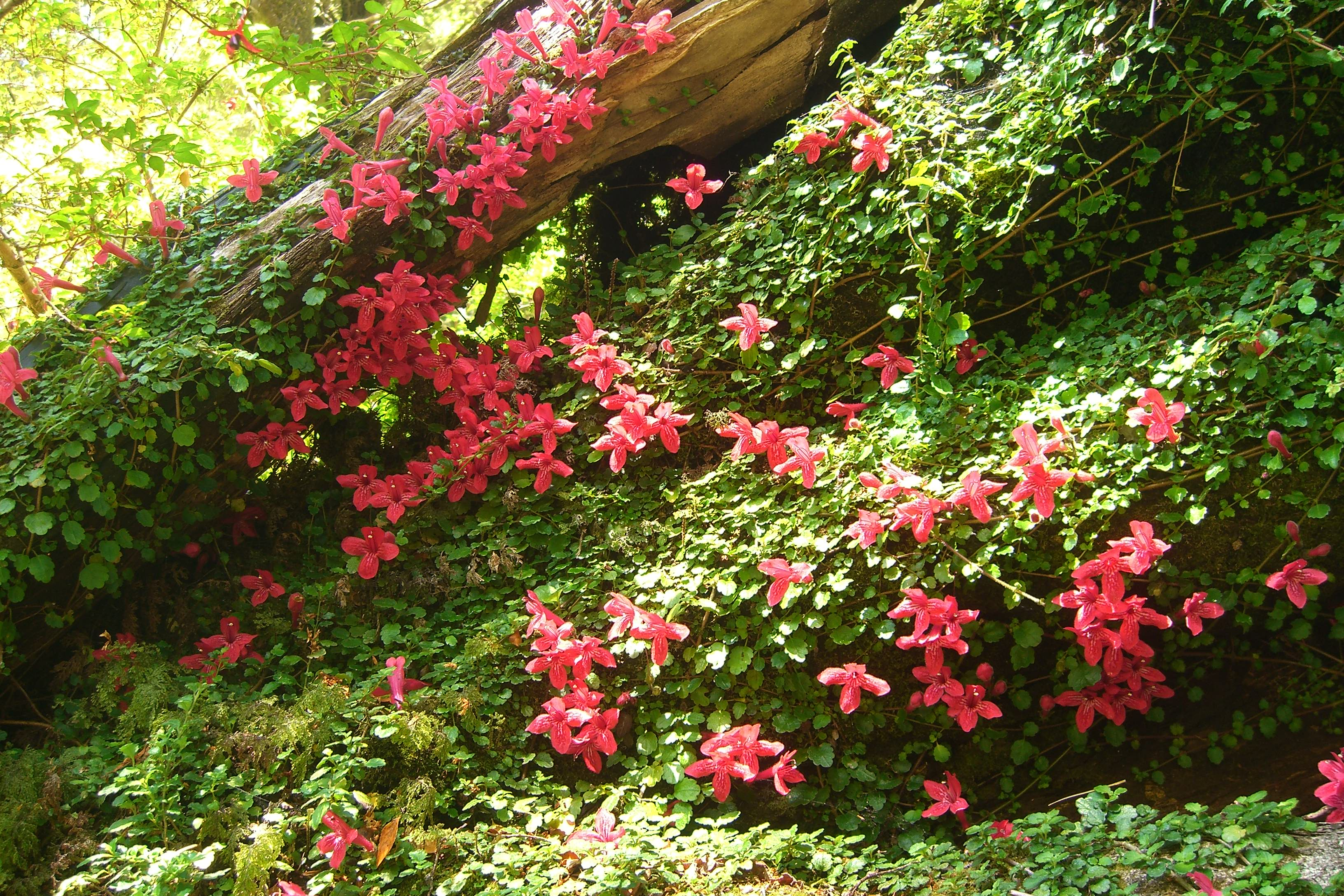
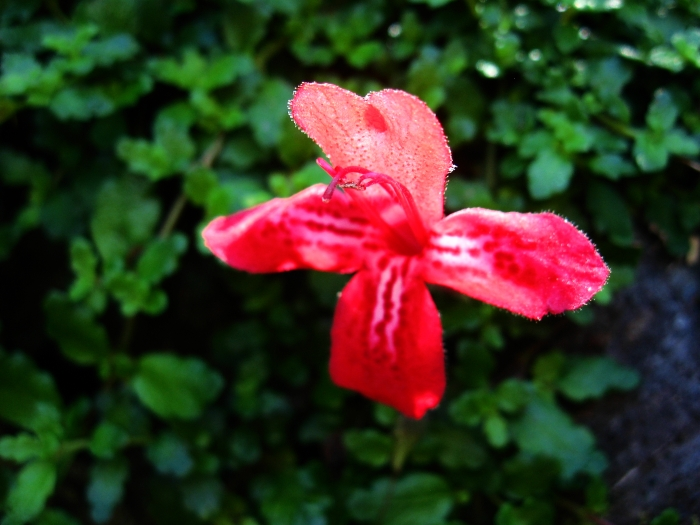